# As Coisas Mudam
As Coisas Mudam (em inglês:  Things Change) é um filme estadunidense de 1988 dirigido por David Mamet, com Don Ameche e Joe Mantegna nos papéis principais.

## Sinopse
Um humilde engraxate, Gino (Don Ameche), concorda em confessar um crime e passar de três a cinco anos na cadeia. O crime foi na verdade cometido por um mafioso, sendo que em troca ele receberá uma compensação financeira que lhe dará a chance de realizar seu sonho: ter um barco de pesca na Sicília. Jerry (Joe Mantegna), um capanga encarregado de vigiá-lo até o dia do depoimento, decide levá-lo para se divertir no fim de semana antes de Gino ser preso. Eles vão a Las Vegas e em um passeio no Lake Tahoe, mas lá está acontecendo uma reunião da Máfia e o sapateiro é confundido como um dos chefões da organização. Eles podem ser desmascarados e, se isto acontecer, a vida deles não valerá nada.

## Elenco
- Don Ameche ... Gino
- Joe Mantegna ... Jerry
- Robert Prosky ... Joseph Vincenzo
- Ricky Jay ... Silver
- Mike Nussbaum ... Green
- J. J. Johnston ... Frankie
- William H. Macy ...  Billy (creditado como W.H. Macy)

## Recepção
Roger Ebert escreveu que "as performances no filme são maravilhosas, especialmente Don Ameche." O New York Times disse que o enredo do filme era "genial" e que "Ameche, aos 80 anos de idade vem mostrando à Hollywood que não está pronto para se aposentar."

## Prêmios
Don Ameche e Joe Mantegna foram premiados com o Volpi Cup de Melhor Ator no Festival de Veneza.